# 曹娥江
曹娥江古称柯水，又名上虞江、东小江、孝女江等，上游段又称剡溪，位于中國大陸浙江省东部，为钱塘江第二大支流，也是钱塘江下游最大支流，全长192千米，宽100-600米，流域面积5922平方千米，年平均流量124立方米/秒，年平均径流量45.3亿立方米，自然落差515米，相传以东汉孝女曹娥为求父尸溺于此江而得名。
曹娥江上游澄潭江源出于磐安县东部、天台山脉大盘山东南麓齐公岭（海拔870m），经新昌县西北，至嵊州市南汇合新昌江后始称曹娥江，又东经绍兴市上虞区，至越城区新三江闸附近东入钱塘江，主要支流有新昌江、长乐江、黄泽江和小舜江等，现已在其干支流上建有长诏、南山等大型水库。沿江有穿岩十九峰、艇湖山、清风亭、王充墓、窑寺前青瓷窑址、水仙坛青瓷窑址和曹娥庙等名胜古迹。